# Клаус Гагеруп
Клаус Гаґеруп (норв. Klaus Hagerup; 5 березня 1946, Осло, Норвегія — 20 грудня 2018, Осло, Норвегія) — норвезький письменник, актор, режисер. В Україні відомий як автор серії дитячих книжок про Маркуса (з норвезької переклала Галина Кирпа).

## Життєпис
Народився Клаус Гаґеруп 5 березня 1946 у Осло. Його батько — Андерс Гаґеруп (1904—1979) був вченим а мати видатна норвезька письменниця Інґер Гаґеруп (1905—1985). Старший брат — Гельґе Гаґеруп (21 квітня 1933 — 12 серпня 2008) був норвезьким драматургом, поетом та прозаїком. У дитинстві мріяв стати олімпійським чемпіоном із метання списів.
У молоді роки брав активну участь у лівому русі. Був одним з лідерів Соціалістичної народної партії Норвегії. Після закінчення школи один рік навчався у театральній школі в Девоні, Англія. Потім чотири роки навчався у Національній театральній академії. Після закінчення академії працював, з 1968 по 1969 рік, актором у театрі в Бергені на Національній сцені. З 1969 по 1971 рік працював у Норвезькому національному театрі. Потім, у 1971—1973 роках, працював у театрі Галоґаланд.
Дебют на літературній ниві відбувся у 1969 році зі збіркою віршів «Як я думаю про тебе» (норв. Slik tenker jeg på dere).
У 1988 році Клаус Гаґеруп написав біографічну книгу «Все так близько до мене» (норв. Alt ер să nær Мег) про свою відому матір Інґер Гаґеруп.
2017 року Гагерупу поставили діагноз колоректальний рак. Він помер від цієї хвороби 20 грудня 2018 року в Осло у віці 72 роки.

## Сім'я
Клаус Гаґеруп одружився 28 вересня 1973 року з Брітт Ірен «Біббі» Борресен, дочкою дочки дизайнера Карла Рунара Борресена. У нього є дві доньки, також письменниці, Ганне та Гільде.

## Творчий доробок

### Фільмографія
- Måker (1990)

## Українські переклади
- Клаус Гаґеруп. «Маркус і Діана» (2006; з норв. переклала Галина Кирпа)[10];
- Клаус Гаґеруп. «Маркус і дівчата» (2006; з норв. переклала Галина Кирпа)[11];
- Клаус Гаґеруп, Ганна Гаґеруп. «У страху великі очі» (2009; з норв. переклала Галина Кирпа)[12];
- Клаус Гаґеруп. «Маркус і велика футбольна любов» (2011; з норв. переклала Галина Кирпа)[13];
- Клаус Гаґеруп. «Золота вежа» (2011; з норв. переклала Галина Кирпа)[14];
- Клаус Гаґеруп. «Маркус і велика футбольна любов» (2012; з норв. переклала Галина Кирпа)[15];
- Клаус Гаґеруп. «Дівчинка, яка рятувала книжки»  (2018; з нор. переклала Наталя Іваничук);
- Клаус Гаґеруп. «Вище за небо» (2019; норв. переклала Галина Кирпа).